# Doña Francisquita
Doña Francisquita és una sarsuela composta per Amadeu Vives, del qual es considera la seva obra culminant, i amb llibret castellà de Federico Romero i Guillermo Fernández-Shaw, inspirada en La discreta enamorada de Lope de Vega i amb l'acció traslladada al Madrid romàntic.
És una sarsuela que uneix els elements i ingredients de la comèdia d'embolic amb una música inspirada en reminiscències populars. El paper de Fernando (tenor) ha estat defensat i gravat per tenors de gran categoria, com ara Emili Vendrell, Alfredo Kraus, Plácido Domingo i Jaume Aragall, mentre que el de Francisquita ha estat assumit per nombroses sopranos destacades, com ara Anna Maria Olària, Enedina Lloris, Maria Bayo i Ainhoa Arteta.

## Estrena i repercussió
S'estrenà l'any 1923 al Teatro Apolo (Madrid), amb direcció musical de Juan Antonio Martínez. El paper principal va ser escrit per a la soprano Mary Isaura que en aquella època era amant del compositor. L'obra va obtenir un èxit aclaparador i van haver de ser repetits un bon grapat de números. Vives, que estava malalt, va seguir l'apoteòsica estrena des del llit, a casa, mitjançant un enllaç telefònic amb el teatre. El 12 de desembre del mateix any l'obra es va presentar al Teatre Tívoli (Barcelona), i va ser un altre gran triomf.
El novembre de 1924 la companyia de l'estrena va embarcar-se cap a Amèrica, representant l'obra a Xile, Perú, Cuba, Mèxic i l'Argentina. En aquest últim país va obtenir tal èxit que fins i tot va provocar l'aparició d'una paròdia, Doña Francisquita la maleva, amb música d'Ivo Pelay. La reposició de 1956 amb ocasió de la reinauguració del Teatro de la Zarzuela de Madrid va ser especialment sonada, amb la recordada participació d'Alfredo Kraus i Anna Maria Olària, posteriorment aquesta companyia va fer una gira triomfal per tot Espanya, culminant amb una representació a la Volksoper de Viena. Se'n van fer versions en anglès i francès, aquesta darrera estrenada l'any 1933 a Montecarlo. Se n'han fet dues versions cinematogràfiques, la primera dirigida per Hans Behrendt i estrenada a Barcelona l'any 1934 i la segona dirigida per Ladislao Vajda amb la participació de Mirtha Legrand i Armando Calvo. Va ser l'obra que més satisfaccions i guanys econòmics va proporcionar a Vives; vint anys després de l'estrena havia recaptat quinze milions de pessetes i l'any 1957 portava dues-centes cinquanta representacions.
En les darreries del segle XX i principis del segle xxi, Doña Francisquita ha obtingut una creixent projecció internacional que l'ha duta als escenaris operístics més importants d'Europa i Amèrica.

## Sinopsi

### Acte I
Una plaça de Madrid en la que destaquen una església i el celler de Doña Francisca
Fernando Soler es queixa al seu amic Cardona de les insolències a què el sotmet la dona que estima, l'actriu Aurora la Beltrana. Moments després apareix aquesta amb una companya, Irene la de Pinto, i ambdues se'n riuen novament del jove enamorat.
Surten de l'església Francisquita i sa mare. Francisquita està enamorada de Fernando, sense saber-ho ell, i se sent ferida en veure els desaires a què el sotmet l'actriu. Francisquita deixa caure un mocador, i en recollir-lo Fernando comença a alternar amb ell, però Doña Francisca els interromp.
En marxar les dones, Cardona tracta de convéncer a Fernando que li convindria més intentar conquistar a la bonica Francisquita, i oblidar Aurora; però Fernando no hi fa cas. Surten.
Apareix Don Matías, pare de Fernando, que està interessat per Francisquita i amb qui voldria casar-se. Doña Francisca creu ser ella la destinatària de les seues atencions, i en aclarir-se el malentès se sent decebuda, tot i acceptar les pretensions del vell respecte de la seua filla. Francisquita decideix seguir el joc per provocar la gelosia de Fernando.
Es produeix un nou enfrontament entre Aurora i Fernando, i l'actriu li deixa clar que ha trobat un nou amant: el torero Lorenzo Pérez.
Apareix de nou Don Matías i Fernando provoca un nou malentès, en simular que se sent atret per Francisquita per provocar així la gelosia d'Aurora.
La plaça s'omple de joves que venen a celebrar un casament, el que dona lloc a un número de conjunt. En quedar-se sols Fernando i Cardona senten cantar a Francisquita, Fernando l'aborda i comença a adonar-se de l'encís de la jove. De sobte arriba un grup de músics festejant el carnaval. Amb un pasdoble entonat per la Beltrana es dissipa la gentada, mentre que Francisquita manifesta la seua confiança en aconseguir l'amor de Fernando.

### Acte II
Esplanada del Canal, junt a un berenador
Es festeja el carnaval. S'hi troben presents Lorenzo Pérez i la Beltrana, aquesta cantant una cançó. Després arriben Fernando i Cardona, que va disfressat de "maja" i es veu percaçat pels homes. També arriba Don Matías amb Francisca i Francisquita, la seua intenció és presentar-li a seu fill la seua futura madrastra. A Fernando, que ha començat a enamorar-se de Francisquita, li amoïna la intenció de la jove de casar-se amb un home tan vell, encara que siga el seu propi pare. Quan tots surten, Fernando sent cantar Aurora al berenador i es mostra vacil·lant entre el vell i el nou amor.
Cardona, que continua disfressat de "maja" simula una escena amorosa amb Fernando, el que desperta la gelosia d'Aurora la Beltrana. Francisquita aconsegueix quedar-se sola amb Fernando i ambdós joves acaben declarant-se el seu amor, després fingeix un esvaniment i Fernando l'agafa en braços. Don Matías està encoleritzat amb el capteniment del seu fill envers la seua futura mare. S'organitza un ball i Aurora repta públicament als homes presents a convidar-la a ballar, el que provocaria la violenta reacció del seu actual amant, Lorenzo Pérez. La seua intenció és que Fernando torne a ella, però les coses no li surten bé: es Don Matías qui finalment la convida a ballar i s'enfronta al torero, deixant la via lliure a Fernando i Francisquita per a ballar plegats.

### Acte III
Al carrer

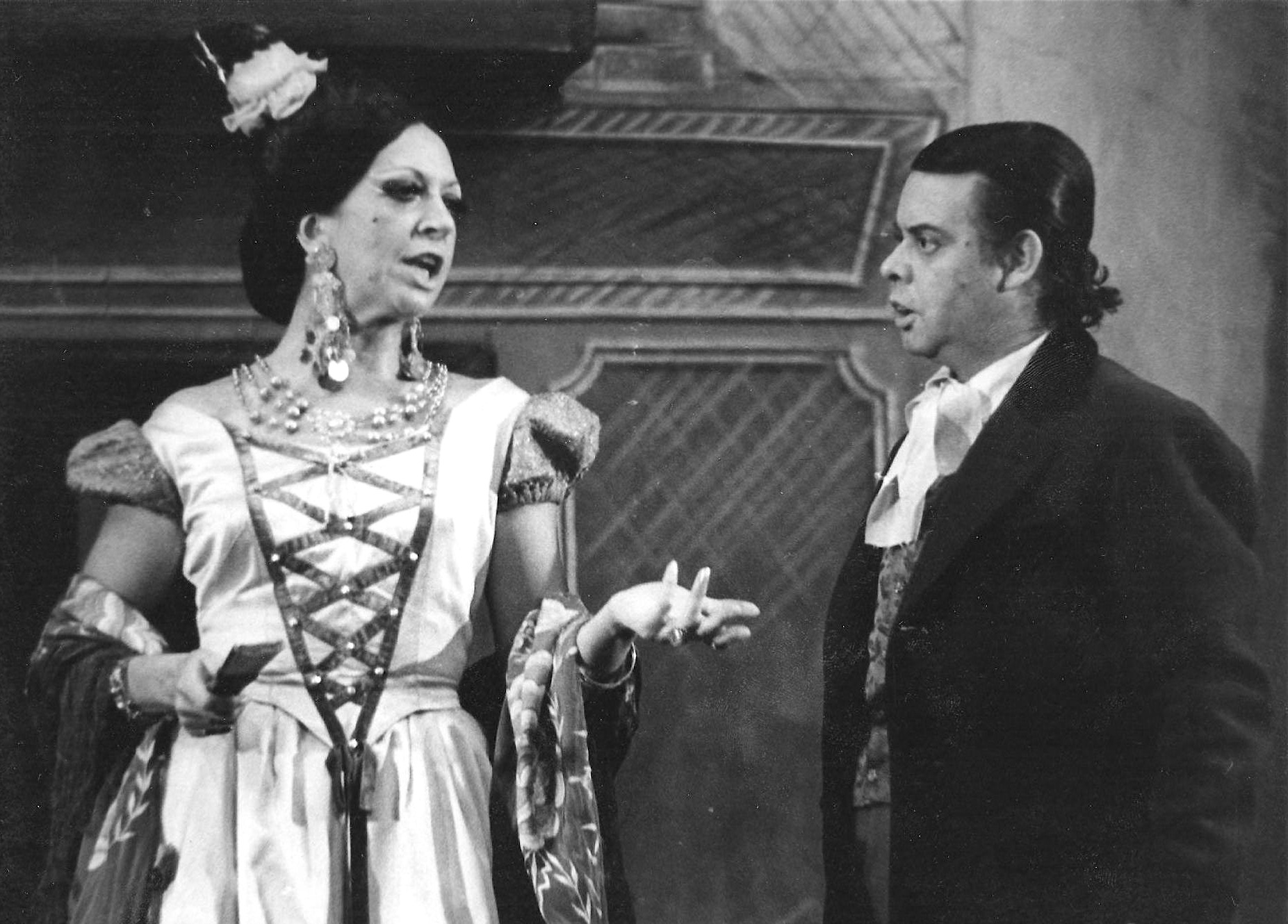
Marisol Lacalle com a Beltrana i Segundo García com a Cardona en Doña Francisquita

Doña Francisca, instigada per Francisquita, ha acabat per creure que Fernando s'ha enamorat d'ella, i la perspectiva li fa goig. Ambdues decideixen enganyar Don Matías i acudir al ball festa perquè Dóña Francisca puga alternar amb Fernando. Don Matías decideix quedar-se a casa.
Al ball
Cardona es baralla amb Aurora, i aquesta es baralla amb Lorenzo Pérez, que engelosit pel capteniment de la seua amant decideix reptar a Fernando, de qui sap que Aurora continua enamorada. El missatge el rebrà Don Matías que per l'incident del ball (Acte II) creu ser ell l'objecte del repte, i serà ell qui acudirà al ball.
Fernando només vol tornar a veure a Francisquita, però quan aquesta arriba en companyia de sa mare és Doña Francisca qui vol coquetejar amb ell. En aquest moment arriba Don Matías i recrimina a la madura senyora que vulga intimar amb un jovencell com Fernando. Cardona li recorda que també ell podria ser el pare de Francisquita. Don Matías accepta el seu error i es resigna a autoritzar el casament de Fernando amb Francisquita. Aurora es consola coquetejant amb Cardona.